# Cá căng răng nâu
Cá căng răng nâu, hoặc cá căng bốn sọc (danh pháp: Pelates quadrilineatus), là một loài cá biển thuộc chi Pelates trong họ Cá căng. Loài này được mô tả lần đầu tiên vào năm 1790.

## Từ nguyên
Tính từ định danh quadrilineatus được ghép bởi hai âm tiết trong tiếng Latinh: quadri (“bốn”) và lineatus (“có sọc”), hàm ý đề cập đến 4 (đôi khi 5–6) sọc màu sẫm dọc hai bên lườn loài cá này.

## Phân bố và môi trường sống
Cá căng răng nâu có phân bố rộng khắp khu vực Ấn Độ Dương - Thái Bình Dương, được ghi nhận từ Biển Đỏ và Đông Phi trải dài đến bờ nam Nhật Bản, Philippines và Vanuatu, giới hạn phía nam đến Nam Phi và Úc. Thông qua kênh đào Suez mà loài này đã đến được bờ đông Địa Trung Hải. Loài này cũng xuất hiện ở các lưu vực sông và vùng bờ biển của Việt Nam.
Cá căng răng nâu sống ở vùng nước lợ, phổ biến ở khu vực cửa sông, được tìm thấy ở độ sâu đến ít nhất là 20 m; cá con sống trong thảm cỏ biển và rừng ngập mặn.

## Phân loại
Bộ DNA ty thể hoàn chỉnh của cá căng răng nâu đã được giải trình tự bằng phương pháp giải trình tự thông lượng cao. Cây phát sinh loài cho thấy họ Cá căng có mối quan hệ gần với họ Pentacerotidae hơn là với họ Cá bướm.

## Mô tả
Chiều dài cơ thể lớn nhất được ghi nhận ở cá căng răng nâu là 30 cm, thường gặp với chiều dài trung bình khoảnng 20 cm.
Cá có màu xám bạc, bụng trắng. Hai bên thân có 4–6 sọc ngang, màu nâu sẫm hoặc đen, sọc giữa kéo dài đến gốc vây đuôi. Cá con có thêm 6–7 vạch sọc dọc màu xám nhạt. Gai vây lưng với một vệt đen ở trên màng các gai số 3 đến 7. Một đốm có độ đậm nhạt khác nhau có thể có ở sau gáy. Miệng và khoang mang đỏ tươi khi còn sống. 
Số gai ở vây lưng: 12–13; Số tia vây ở vây lưng: 9–11; Số gai ở vây hậu môn: 3; Số tia vây ở vây hậu môn: 9–10; Số vảy đường bên: 66–75.

## Sinh thái
Thức ăn của cá căng răng nâu bao gồm cá nhỏ và các loài thủy sinh không xương sống. Trứng được cá bố mẹ bảo vệ và quạt khí.
Tại Huế, cá căng răng nâu sinh sản từ tháng 2 cho đến tháng 9, rộ vào các tháng 4 đến tháng 8. Cá hơn một năm tuổi đã có thể đẻ trứng.

## Giá trị
Cá căng răng nâu là loài có giá trị kinh tế cao, được ngư dân tỉnh Khánh Hòa đánh bắt để làm thực phẩm. Loài này có thể được bán tươi sống hoặc muối khô.